# Gornje Bazje
Gornje Bazje je naselje u Republici Hrvatskoj, u sastavu Općine Lukač, Virovitičko-podravska županija. 

## Stanovništvo
Prema popisu stanovništva iz 2001. godine, naselje je imalo 570 stanovnika te 192 obiteljskih kućanstava.
| broj stanovnika | 1022  | 872   | 901   | 907   | 880   | 814   | 696   | 798   | 843   | 866   | 846   | 772   | 721   | 666   | 570   | 498   | 397   |
|                 | 1857. | 1869. | 1880. | 1890. | 1900. | 1910. | 1921. | 1931. | 1948. | 1953. | 1961. | 1971. | 1981. | 1991. | 2001. | 2011. | 2021. |

## Sport
Iz Gornjeg Bazja je NK Bratstvo, koje se trenutno natječe u 1. županijskoj nogometnoj ligi Virovitičko-podravske županije. Iz Gornjeg Bazja je Đuro Bukvić dopredsjednik Hrvatskog nogometnog saveza.